# مارکو میلیچ
مارکو میلیچ (انگلیسی: Marko Milič؛ زادهٔ ۷ مهٔ ۱۹۷۷) یک بازیکن بسکتبال اهل اسلوونی است.
از باشگاه‌هایی که در آن بازی کرده‌است می‌توان به فینیکس سانز و باشگاه بسکتبال مهرام تهران اشاره کرد.